# Simon Mani
Simon Samendra Mani MSC (* 27. März 1969 in Labasa, Vanua Levu) ist ein fidschianischer Ordensgeistlicher und römisch-katholischer Bischof von Tarawa und Nauru.

## Leben
Simon Mani trat der Ordensgemeinschaft der Herz-Jesu-Missionare bei und studierte am Pacific Regional Seminary in Suva Philosophie und Theologie. Er legte 1991 die Profess ab und empfing am 30. November 1996 das Sakrament der Priesterweihe.
Neben Aufgaben in der Pfarrseelsorge war er 1998 Lehrer am Chevalier Training Center, einer Berufsschule für benachteiligte Kinder. Innerhalb seiner Ordensgemeinschaft war er von 2003 bis 2005 Ökonom der Ordensprovinz für den pazifischen Raum und anschließend von 2005 bis 2015 deren Provinzial. Von 2015 bis 2018 war er Direktor des Chevalier Training Center und seither Regens des Pacific Regional Seminary in Suva.
Papst Franziskus ernannte ihn am 2. Mai 2024 zum Bischof von Tarawa und Nauru. Der Bischof von Tonga, Soane Kardinal Patita Paini Mafi, spendete ihm am 27. Juli desselben Jahres im Betio Sports Complex in South Tarawa die Bischofsweihe. Mitkonsekratoren waren der Erzbischof von Port Moresby, John Kardinal Ribat MSC, und der Erzbischof von Agaña, Ryan Jimenez.